# لطفاً با آن مرد ملاقات نکن
لطفاً با آن مرد ملاقات نکن (کره‌ای: 제발 그 남자 만나지 마요) یک مجموعهٔ تلویزیونی کره جنوبی سال ۲۰۲۰ با بازی سونگ ها یون، لی جون یونگ، یون بومی و گونگ مین جونگ است. داستان این مجموعه حول محور سو جی سونگ، یک برنامه‌نویس لوازم خانگی هوشمند می‌چرخد. لطفاً با آن مرد ملاقات نکن از ۱۰ نوامبر ۲۰۲۰ تا ۱۲ ژانویه ۲۰۲۱، سه‌شنبه‌ها ساعت ۲۲:۴۰ (کی‌اس‌تی) از ام‌بی‌سی اوری۱ برای ۱۰ قسمت پخش شد.

## بازیگران

### اصلی
- سونگ ها یون در نقش سو جی سونگ[۴]
- لی جون یونگ در نقش جونگ کوک هی[۵]
- یون بومی در نقش مون یه سول
- گونگ مین جونگ در نقش تاک کی هیون[۶]